# Государственный Президиум Демократической Кампучии
Госуда́рственный Прези́диум Демократи́ческой Кампучи́и — высший орган государственной власти в Камбодже (Демократической Кампучии), действовавший в период с 1976 по 1979 год. Учрежден в соответствии с Конституцией Камбоджи (Демократической Кампучии) 1976 года, прекратил существование после свержения режима Красных Кхмеров в 1979 году.

## Статус
В соответствии с Конституцией 1976 года (статья 11) Государственный Президиум являлся высшим органом государственной власти и отвечал за представление Демократической Кампучии внутри страны и за ее пределами, руководствуясь Конституцией, законами и политической линией Собрания народных представителей (парламента) ДК. Государственный Президиум состоял из трех членов (председателя и двух его заместителей), избирался раз в пять лет депутатами Совета народных представителей.

## История

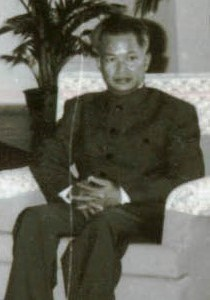
Кхиеу Сампхан в 1978 году

После прихода к власти Красных Кхмеров номинальным главой государства оставался Нородом Сианук. 20 марта 1976 года Красные Кхмеры объявили о проведении в стране всеобщих выборов, по результатам которых были сформированы Совет народных представителей и Совет министров во главе с Пол Потом (Салот Саром). В действительности никаких выборов не проводилось, коммунисты лишь объявили по радио о своей победе.
14 апреля 1976 года на первой сессии Совета народных представителей Демократической Кампучии был утвержден состав Государственного Президиума:
- Председатель — Кхиеу Сампхан
- Первый заместитель председателя — Со Пхим (до 1978 года)
- Второй заместитель председателя — Рос Нхим (до 1978 года)

Оба заместителя Сампхана в дальнейшем погибли: так в мае 1978 года первый зампред Со Пхим вместе с Хенг Самрином поднял восстание против режима Пол Пота в одном из военных округов страны, которое было достаточно быстро и жестоко подавлено. Хенг Самрин сумел бежать во Вьетнам, а Со Пхим, находясь в окружении, был вынужден покончить с собой. Второй зампред Рос Нхим в июне 1978 года был обвинен в государственной измене и впоследствии казнен.
Несмотря на то, что Конституция 1976 года не предусматривала должности главы государства как таковой (руководство страной осуществлял весь Президиум), за рубежом Кхиеу Сампхана часто воспринимали в качестве номинального главы камбоджийского государства, а в западных СМИ иногда называли «президентом» Камбоджи (Демократической Кампучии).

### Роспуск
Фактически Государственный Президиум прекратил свою работу после свержения режима Красных Кхмеров в январе 1979 года. Новым органом власти в Народной Республике Кампучия стал Народно-революционный совет во главе с Хенг Самрином, который в 1981 году был преобразован в Государственный совет Народной Республики Кампучия.
Большинство стран-участниц ООН отказалось признавать провьетнамский режим Хенг Самрина и продолжили считать Сампхана формальным главой Камбоджи. 21 августа 1979 года на подконтрольных Красным Кхмерами территориях под руководством Сампхана был образован Патриотический и демократический фронт Великого национального союза Кампучии, до 1982 года выполнявший роль «правительства в изгнании».